# Военный переворот в Гондурасе (1963)
Военный переворот в Гондурасе 1963 года — захват власти военными в Гондурасе 3 октября 1963 года, за десять дней до запланированных выборов президента. В его результате Освальдо Лопес Арельяно сменил Рамона Вильеду Моралеса на посту главы государства и оставался им ещё в течение 20 лет.
Вильеда Моралес в период своего правления принял законы о труде и аграрной реформе, которые вызвали обвинения в его адрес в симпатиях к коммунистическим идеалам со стороны правых кругов Гондураса и США. Его намерение национализировать владения корпорации United Fruit Company, хотя и не было реализовано, стало главным поводом для опасений продолжения «прокоммунистического» курса президента.
Отношения между военными и гражданскими в Гондурасе ухудшились с 1957 года. Попытка военного переворота в 1959 году, пресечённая студентами и сторонниками профсоюзов Вильеды Моралеса, вызвала сильную враждебность в обществе по отношению к военным, а также образование автономной президентской гвардии. Модесто Родас Альварадо, кандидат на пост президента от Либеральной партии, баллотировался на платформе демилитаризации и, как ожидалось, должен был выиграть выборы 13 октября 1963 года. Чтобы этого избежать, военные захватили контроль над правительством.

## Предыстория
На протяжении большей части XX века экономика Гондураса в значительной степени контролировалась транснациональной корпорацией United Fruit Company. Начиная с успешной всеобщей забастовки в 1954 году, рабочие страны стремились к лучшей оплате труда, сокращению рабочего времени, легализации профсоюзов и земельной реформе.
Рамон Вильеда Моралес, врач и лидер Либеральной партии Гондураса (Partido Liberal de Honduras, PLH), выиграл президентские выборы 1954 года, но до абсолютного большинства ему не хватило 8 869 голосов, что помешало ему стать президентом. Вице-президент Хулио Лосано Диас захватил власть, распустил законодательную власть и объявил себя временным президентом. 7 октября 1956 года Лосано Диас провёл выборы в Конгресс, отмеченные нарушениями со сторон всех партий. Эти выборы, на которых партия Диаса получила все места в парламенте, спровоцировали военный переворот 21 октября. На новых выборах, состоявшихся 22 сентября 1957 года, Либеральная партия получила большинство мест, и новый Конгресс назначил Вильеду Моралеса президентом страны на последующие 6 лет.

## Президентство Вильеды Моралеса, 1957—1963
Вильеда Моралес представил широкомасштабную платформу реформ, включавших развитие инфраструктуры, строительство школ, трудовую и аграрную реформы. Его политика в целом заслужила похвалу от администрации Кеннеди, но и враждебность от антикоммунистических сторонников жесткой линии (помещиков и крупных бизнесменов) в Гондурасе и США.

### Аграрная реформа

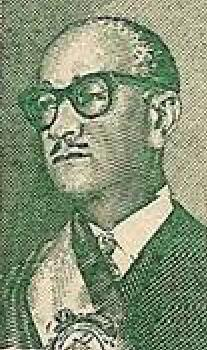
Рамон Вильеда Моралес

Напряжённость в сельском хозяйстве Гондураса к тому времени возрастала, поскольку рост производства бананов, хлопка, крупного рогатого скота и кофе вытеснил многих крестьян с их земель. Владения помещиков и сырьевых корпораций огораживали колючей проволокой и постоянно расширяли, что провоцировало конфликт с крестьянами. Правительство Вильеды Моралеса стремилось подавить это насилие умеренными реформами, включая распределение государственных земель и создание крестьянских форм объединения.
При Вильеде Моралесе Гондурас присоединился к Альянсу за прогресс, созданному президентом США Джоном Ф. Кеннеди. Исполненный энтузиазма от либерализации, Вильеда Моралес утвердил закон о земельной реформе, направленный на снятие напряженнрости в деревне, восстановление незаконно занятых крестьянских земель и увеличение площади обрабатываемых земель. При этом закон подразумевал национализацию земель, принадлежавших компаниям из США, в том числе United Fruit Company и Standard Fruit Company.
При этом Вильеда Моралес сопротивлялся давлению со стороны американского посла Чарльза Р. Барроуза, требовавшего уделять приоритетное внимание интересам компаний США. Его действия были негативно восприняты деловыми кругами Соединённых Штатов. а президент United Fruit Томас Сандерленд написал госсекретарю Д. Раску:
Сегодняшние события показывают, что ситуация в Гондурасе с течением времени становится все более серьезной. Несмотря на заявления президента Вильеды Моралеса в присутствии американского посла о том, что нам будет показан экземпляр предлагаемого закона, официальные лица Гондураса отказались продемонстрировать нам законопроект… Мы срочно требуем действий Государственного департамента через американского посла с целью получить копию этого законопроекта, пока не станет слишком поздно предпринимать действия для защиты интересов США.
Администрация Кеннеди напрямую оказывала давление на Вильеду Моралеса, и после визита в Белый дом в 1962 году он внес серьёзные изменения в земельную политику, перейдя к свертыванию реформы. К октябрю 1962 года помощник госсекретаря США Эдвин М. Мартин объявил, что Гондурас согласился защитить интересы «банановых компаний», но United Fruit была убеждена, что Гондурас с новым законом об аграрной реформе «дрейфует» в сторону Кубы и КНР.

### Антикоммунистическая политика
Чтобы доказать свои антикоммунистические настроения, Вильеда Моралес регулярно осуждал коммунизм и прекратил дипломатические отношения с Кубой в 1961 году. Однако многие официальные лица США предупреждали, что либеральное правительство Вильеды Моралес было не достаточно жестко настроено против коммунистической идеологии.
Федеральное бюро расследований пыталось выявить коммунистов в рядах Либеральной партии. Центральное разведывательное управление также активно работало в Гондурасе. Вероятно, разрыв Вильедой Моралесом контактов с Кубой, через неделю после вторжения в залив Свиней, также был обусловлен требованиями агентов США в Гондурасе.
Как и в других странах Латинской Америки, Соединённые Штаты развивали отношения с гондурасскими военными. Соглашение 1954 года между двумя странами обещало военную помощь от США в обмен на права на добычу ресурсов. Военные Гондураса направили своих представителей на съезд организованной США группы центрально-американских военных министров CONDECA (Consejo de Defensa Centroamericana). Во время президентства Вильеды Моралеса гондурасские военные больше доверяли США, чем правительству Либеральной партии, тем самым оказывая постоянное давление на правительство.

## Трения между военными и гражданским правительством
Напряжённость между гражданским правительством и военными сформировалась после выборов, когда военные офицеры принудили Вильеду Моралеса и Либеральную партию принять новую Конституцию. Конституция 1957 года предусматривала политическую роль гондурасских военных, в частности, что право армии на секретность бюджета и неподчинение «приказам, которые нарушают дух или букву Конституции». Военные использовали свои новые широкие полномочия, требуя изменений в гражданском правительстве. Лидер Либеральной партии Франсиско Милья Бермудес утверждал, что Гондурас должен полностью ликвидировать свои вооружённые силы, как это сделала Коста-Рика. Военные были оскорблены, особенно если учитывать тот факт, что предложение Мильи Бермудеса получило неожиданную поддержку со стороны общественности.

### Попытка переворота 1959 года
12 июля 1959 года произошла попытка военного переворота во главе с полковником Армандо Веласкесом Черрато. Эта попытка была поддержана Национальной полицией и силами Анастасио Сомосы из Никарагуа, но не получила полной поддержки со стороны вооружённых сил. Переворот был предотвращён, когда студенты и профсоюзные активисты выступили на защиту правительства. Вмешался глава вооружённых сил, позволив Веласкесу Черрато бежать, при этом заявив заявил о возвращении к статус-кво.
Попытка государственного переворота спровоцировала рост тревоги по поводу силы военных и привела к активным усилиям гражданских по ограничению их власти. Общественное мнение развернулось против военных, и демилитаризация обсуждалась как жизнеспособный политический вариант. Ильдефонсо Орельяна Буэно в своём выступлении перед Учредительным собранием заявил о необходимости пересмотра Конституции 1957 года:
Группа людей, объединенных под помпезной вывеской «вооруженные силы», хочет превратить себя в привилегированную и всеобъемлющую касту, защищая себя, чтобы достичь своих целей благодаря разделу XIII нашего Основного закона, из траншей которого они готовят удар по гондурасскому народу, превратившись теперь не только в спрута, пожирающего национальный бюджет, но и в реальную социальную угрозу, в опасность для нашей безопасности и во врага демократии.
Президент Вильеда Моралес организовал военизированную гражданскую гвардию (Guardia Civil), которая подчинялась президенту, а иногда и открыто вступала в конфликт с военными. После того, как гражданская гвардия разбила подразделения армии в марте 1961 года, солдаты убили 9 гвардейцев. В свою очередь в сентябре 1961 года гражданская гвардия убила 11 солдат и гражданских лиц, которые пытались совершить ещё один переворот против Вильеды Моралеса.

### Избирательная кампания 1963 года
Сам Вильеда Моралес потерял поддержку Либеральной партии из-за уступок Национальной партии, военным и США. Модесто Родас Альварадо стал лидером оппозиции внутри Либеральной партии и выдвинул свою кандидатуру на выборы 13 октября 1963 года. Родас Альварадо получил значительную поддержку со стороны населения, основанную на предвыборных обещаниях по ликвидации армии.
Национальная партия (Partido Nacional de Honduras, PNH) предложила стать кандидатом в президенты полковнику Освальдо Лопесу Арельяно, но тот отверг предложение, сославшись на «причины, не зависящие от него». Этот ответ привёл к обвинениям со стороны Национальной партии и прессы в адрес США, которые якобы оказали давление на Лопеса Арельяно, так как Кеннеди был противником военных правительств. Национальная партия была вынуждена выдвинуть своим кандидатом Рамона Эрнесто Круса, который служил прошлым диктатурам и не пользовался популярностью у крестьян и рабочих. Кроме того, шансы Эрнесто Круса были ослаблены выходом из Национальной партии группировки генерала Кариаса Андино, ставшей Народной прогрессивной партией.
В середине года в Гондурасе стали распространяться слухи о готовящемся перевороте. США также знали об этой перспективе. Кеннеди выступал против военного переворота, угрожая перекрыть экономическую помощь военной хунте. Однако эта угроза была проигнорирована консерваторами в вооружённых силах, которые выразили уверенность (по словам посла Барроуза), что США «вернутся через шесть месяцев».

## Переворот
3 октября 1963 года военные совершили переворот, начавшийся с нападения на позиции спящих гражданских гвардейцев. В последующие дни были убиты наиболее известные противники военного правления.
Полковник Лопес Арельяно был провозглашён президентом. Он опубликовал декларацию, в которой были описаны недостатки прежнего режима:

1. Существование гражданской гвардии, превращённой в политическую силу, вооружённую и открыто оппозиционную к армии, с её единственной целью — добиться ликвидации армии.
2. Правительство Республики выступает за цели гражданской гвардии, помогая ей достичь этих целей материально и морально.
3. Инфильтрация и свобода действий экстремальных левых элементов, которые в откровенном и открытом сотрудничестве с государственными чиновниками предприняли кампанию по дискредитации вооружённых сил в качестве первого шага по инициированию беспорядков и тоталитаризма.
4. Нарушение принципов свободных выборов путём фальсификации избирательных бюллетеней.

Вильеда Моралес и Родас Альварадо были немедленно высланы в Коста-Рику.

## Реакция
«Голос Америки» процитировал посла Барроуза, который заявил, что «военный переворот был оправдан из-за коммунистического проникновения в правительство Рамона Вильеды Моралеса». Однако заявление было опровергнуто Информационным агентством Соединённых Штатов на следующий день.
Кеннеди публично осудил переворот, назвав его «саморазрушительным», потому что «диктатуры — это семена, от которых в конечном итоге происходит коммунизм». Этот переворот, по словам президента США, противодействовал ценностям, которые поддерживал Альянс за прогресс. По приказу Кеннеди США прекратили дипломатические отношения с правительством Гондураса. Послед убийства Кеннеди 22 ноября 1963 года новый президент Линдон Б. Джонсон признал военное правительство Гондураса 14 декабря 1964 года.

## Последствия

Гондурасские солдаты в сотрудничестве с США в период оккупации Доминиканской Республики, 1965

Эпоха военного правления в Гондурасе, начатая переворотом 1963 года, продолжалась до 1982 года.
В январе 1965 года Лопес Арельяно уволил чиновников в автономном штате Сан-Педро-Сула и заменил их своими союзниками из Национальной партии. Многие политики Либеральной партии не признали легитимность выборов в Конгресс и президентские выборы 1965 года, но были вынуждены согласиться с их результатами. Посол США Барроуз также призвал политиков принять участие в новом правительстве.
США расширили свой экономический контроль над Гондурасом, в то время как страна вновь ушла в долги. Компании США контролировали плодоовощную и горнодобывающую промышленность; два крупнейших гондурасских банка были приобретены американскими компаниями. Владение землёй оставалось непропорциональным, безработица росла, а распределение национального богатства становилось все более неравным.